# Time Is Running Out
«Time Is Running Out» es una canción perteneciente al álbum Absolution de la banda británica Muse. Fue lanzada como sencillo principal del álbum el 8 de septiembre de 2003 en el Reino Unido y en otros países. Se trata de la primera canción de Muse en entrar entre las 10 primeras canciones del UK Singles Chart, llegando a la octava posición.
El sencillo fue lanzado también en los Estados Unidos algo más tarde, el 6 de abril de 2004, y se colocó en el número 9 de las listas del Billboard Modern Rock Tracks.
La canción aparece en el videojuego Rocksmith 2014. Es una de las canciones más recurrentes y populares en los conciertos de Muse.

## Composición
La canción empieza con el bajo distorsionado de Christopher Wolstenholme, el cual funciona como conductor durante todo el tema. Wolstenholme comentó que buscaban un aire funky y que la canción había sido en parte inspirada por "Billie Jean" de Michael Jackson. Fue la última canción en ser grabada y la que más dificultades causó a la hora de encontrar el tono de bajo adecuado para el groove que buscaban.
La canción trata sobre la emoción de una persona durante sus últimos momentos de vida, lo cual puede ser aplicado «a la sociedad, a una relación, tu religión, o lo que sea», en palabras de Bellamy. 

## Video musical
El video, dirigido por John Hillcoat, representa a un grupo de oficiales militares sentados en una mesa redonda, en la realización de acciones, al mismo tiempo moviéndose al ritmo de la canción. La banda está en el centro de la mesa, y aparentemente todo está ajeno a su presencia. Finalmente los agentes comienzan a bailar sobre la mesa, al parecer volviéndose locos y arrastrándose. Está parcialmente basado en la película Dr. Strangelove or: How I Learned to Stop Worrying and Love the Bomb (1964).